# Corydalis bulbilligera
Corydalis bulbilligera är en vallmoväxtart som beskrevs av Cheng Yih Wu. Corydalis bulbilligera ingår i släktet nunneörter, och familjen vallmoväxter. Inga underarter finns listade i Catalogue of Life.